# Banya (cèrvids)

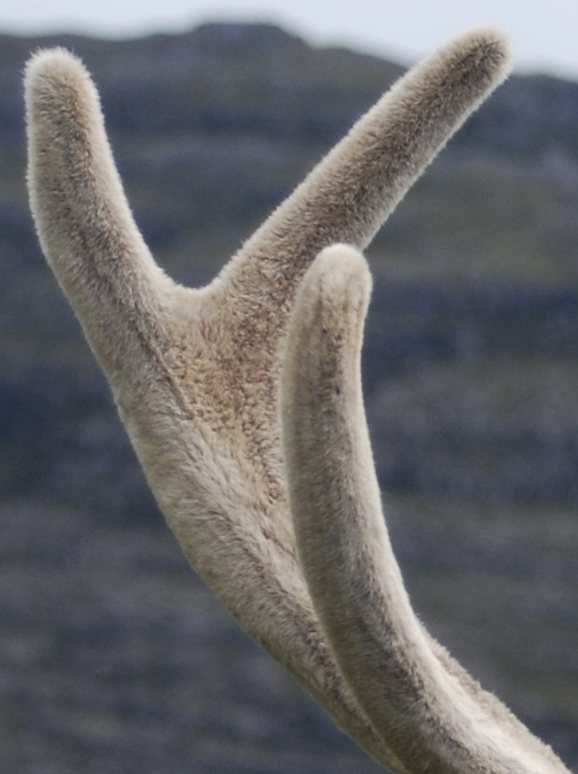
El vellut cobreix la banya en creixement i li aporta sang, proporcionant-li oxigen i nutrients.

Les banyes dels cèrvids són els apèndixs ossis, habitualment grans i complexos, que la majoria d'espècies de cèrvids porten al cap. Es dona principalment en els mascles: els rens són l'única espècie en què les femelles porten banyes, que solen ser més petites que les dels mascles. Tanmateix, les femelles fèrtils d'altres espècies són capaces de desenvolupar banyes en algunes ocasions, normalment a causa d'un augment del nivell de testosterona. Les banyes creixen a partir de punts d'ancoratge al crani anomenats pedicles. Les banyes en creixement estan cobertes amb una pell altament vascularitzada anomenada vellut, que proporciona oxigen i nutrients a l'os creixent. Quan les banyes assoleixen la seva mida final, el vellut cau i l'os de la banya mor. Aquesta estructura òssia morta és la banya madura, que és mudada després de cada temporada d'aparellament.